# Chase Elliott
William Clyde „Chase“ Elliott junior (* 28. November 1995 in Dawsonville, Georgia) ist ein US-amerikanischer Automobilrennfahrer, der zurzeit in der NASCAR Cup Series aktiv ist. Er fährt die Nr. 9 für Hendrick Motorsports, 2016 konnte er den Rookie of the Year Award gewinnen. 2014 gewann er die Xfinity Series; er war damit der erste Fahrer, der als Rookie eine nationale NASCAR-Serie gewinnen konnte. 2014 und 2015 wurde er als „Most Popular Driver“ der Xfinity Series ausgezeichnet, im Cup gelang ihm das seit 2018 mehrfach. 2020 konnte er seinen ersten Titel in der Cup-Serie gewinnen. Nach Bill Rexford und Jeff Gordon ist er mit 24 Jahren der drittjüngste NASCAR Cup Series Champion. Er ist der Sohn von Bill Elliott, dem Winston-Cup-Champion von 1988.

## Karriere

### Frühe Jahre
Elliott begann mit 8 Jahren Karts zu fahren, 2011 unterschrieb er mit 15 Jahren einen Vertrag bei Hendrick Motorsports. Es folgte ein rascher Aufstieg durch verschiedene nationale Stockcar-Serien, 2013 wurde er Champion in der NASCAR K&N Pro Series East.

### Camping World Truck Series
2013 fuhr er 9 Rennen in der Camping Wold Truck Series, bei seinem fünften Start gewann er die Pole-Position in Bristol, bereits sein sechstes Rennen konnte er gewinnen, indem er auf dem Canadien Tire Motorsport Park Ty Dillon in der letzten Kurve überholte. Er war damit zu dem Zeitpunkt der jüngste Fahrer, der ein Truck-Series-Rennen gewinnen konnte, dieser Rekord wurde allerdings bereits im Folgejahr von Cole Custer gebrochen.

### Xfinity Series

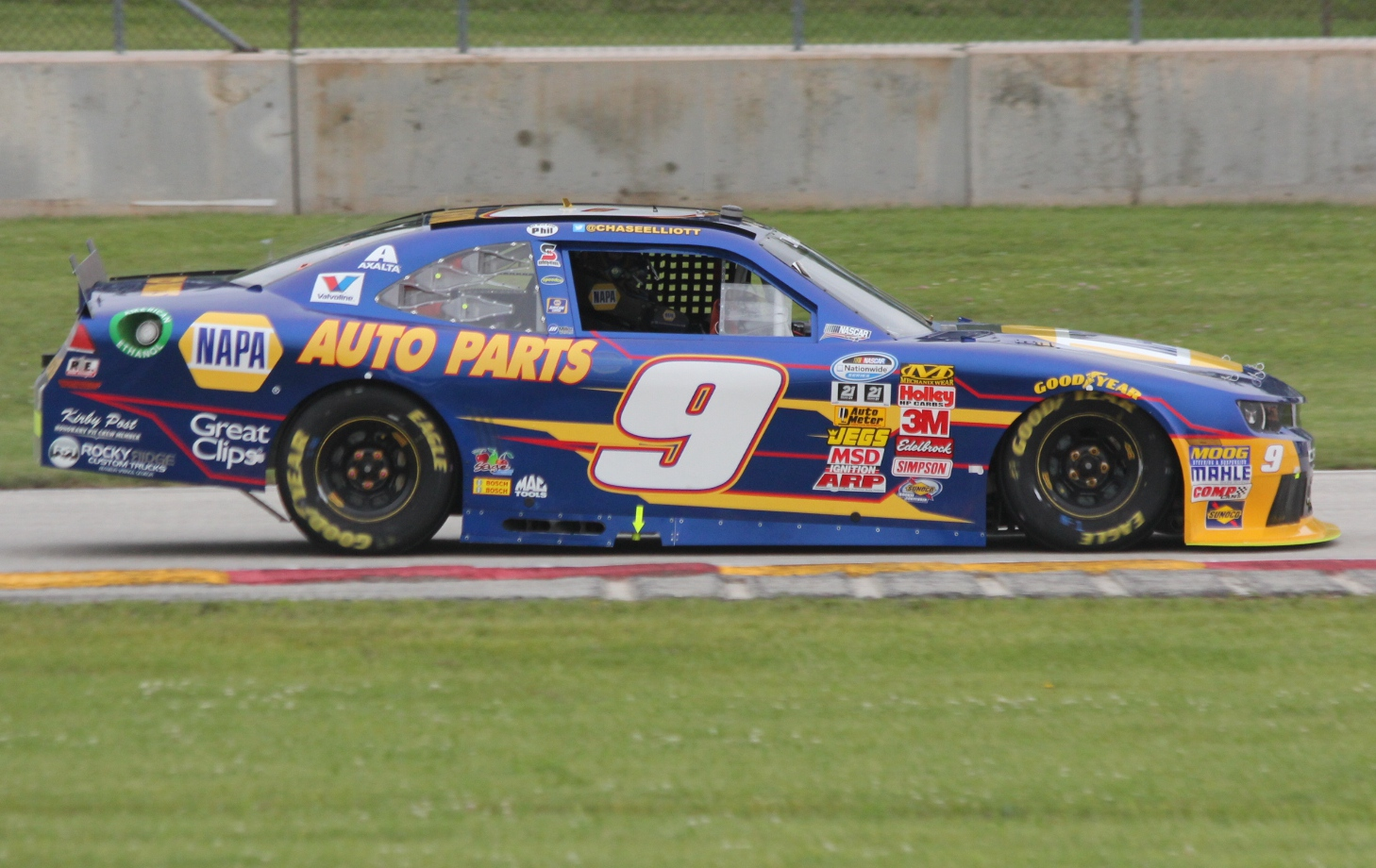
Elliotts Nationwide-Wagen der Saison 2014 auf Road America

Im Januar 2014 wurde bekanntgegeben, dass Elliott die Saison 2014 in der Nationwide Series für JR Motorsports antreten werde. In dieser Saison gewann er Rennen auf dem Texas Motor Speedway, dem Darlington Raceway und dem Chicagoland Speedway, am Ende gewann er die Meisterschaft vor seinem Teamkollegen Regan Smith. Er war damit der jüngste NASCAR-Champion der Geschichte, und brach den Rekord von Brian Vickers, und der erste Fahrer, der in seiner Rookie-Saison Meister wurde. Dasselbe Kunststück gelang 2018 Tyler Reddick, ebenfalls in der Nationwide/Xfinity-Serie.
2015 konnte Elliott nur das Rennen auf dem Richmond International Raceway gewinnen; er beendete die Saison hinter Chris Buescher auf dem 2. Platz.
2016 fuhr er ausgewählte Rennen in der Nr. 88 für JR Motorsports, den Saisonauftakt in Daytona konnte er gewinnen.

### Cup Series
Im Januar 2015 kündigte Hendrick Motorsports an, dass Elliott in der Sprint-Cup-Saison 2015 fünf Rennen in der Nr. 25 antreten werde, ab 2016 ersetzte er den zurückgetretenen Jeff Gordon in der Nr. 24.

#### 2015
Bei seinem Sprint-Cup-Debüt auf dem Bristol Motor Speedway qualifizierte er sich auf dem 27. Platz, nach einem Unfall beendete er das Rennen als 38. Bei den restlichen Rennen dieser Saison kam er nicht über einen 16. Platz hinaus.

#### 2016
Bei seinem ersten Daytona 500 errang Elliott als jüngster Fahrer in der Geschichte des Rennens die Pole, im Rennen selbst verlor er jedoch nach 18 Runden die Kontrolle über seinen Wagen. Dabei wurde die Front des Autos beschädigt, sodass er das Rennen erst mit 40 Runden Rückstand wieder aufnehmen konnte und als 38. ins Ziel kam.
Sein erstes Top-10-Ergebnis konnte er schon im darauf folgenden Rennen in Atlanta erzielen; bisher kamen 15 weitere Top-10-Ergebnisse hinzu. Sein bestes Ergebnis war ein 2. Platz in Michigan. Obwohl er in der Saison schon 355 Führungsrunden sammelte, reichte es noch nicht für einen Sieg. Elliott konnte sich als Fahrer mit den meisten Punkten ohne einen Sieg für den Chase qualifizieren, er schied jedoch nach der Runde der besten 12 aus.
Er gewann in dieser Saison den Rookie of the Year Award vor Chris Buescher und Ryan Blaney.

#### 2017
2017 wurde Elliott, nachdem er im Daytona 500 erneut von der Pole gestartet war, Fünfter und verpasste die Championship 4 nur knapp, zudem war er der mit Abstand beste Hendrick Motorsports-Fahrer. Trotz dieser großartigen Saison fehlte ihm nach wie vor der erste Sieg, obwohl er fünfmal Zweiter geworden war. Auf dem Phoenix Raceway wurde er kurz vor Rennende in Führung liegend durch eine Kollision mit Denny Hamlin um den Sieg gebracht.

#### 2018
Nachdem Chevrolet den SS durch einen Camaro ersetzt hatte, platzte für Elliott beim 22. Saisonrennen auf dem Watkins Glen International endlich der Knoten und er holte im 99. Anlauf seinen ersten Sieg, nachdem dem knapp hinter ihm liegenden Martin Truex junior in der Schlussrunde das Benzin ausgegangen war. Wie auch zuvor sein Vater war er vor diesem Sieg bereits achtmal Zweiter geworden. Es folgten noch zwei weitere Siege und so schien Elliott gute Chancen zu haben, in die Championship 4 zu kommen, doch auf dem ISM Raceway wurde er nur 23. und verschlechterte sich am Saisonende mit dem sechsten Gesamtrang sogar um einen Platz gegenüber 2017.

#### 2019

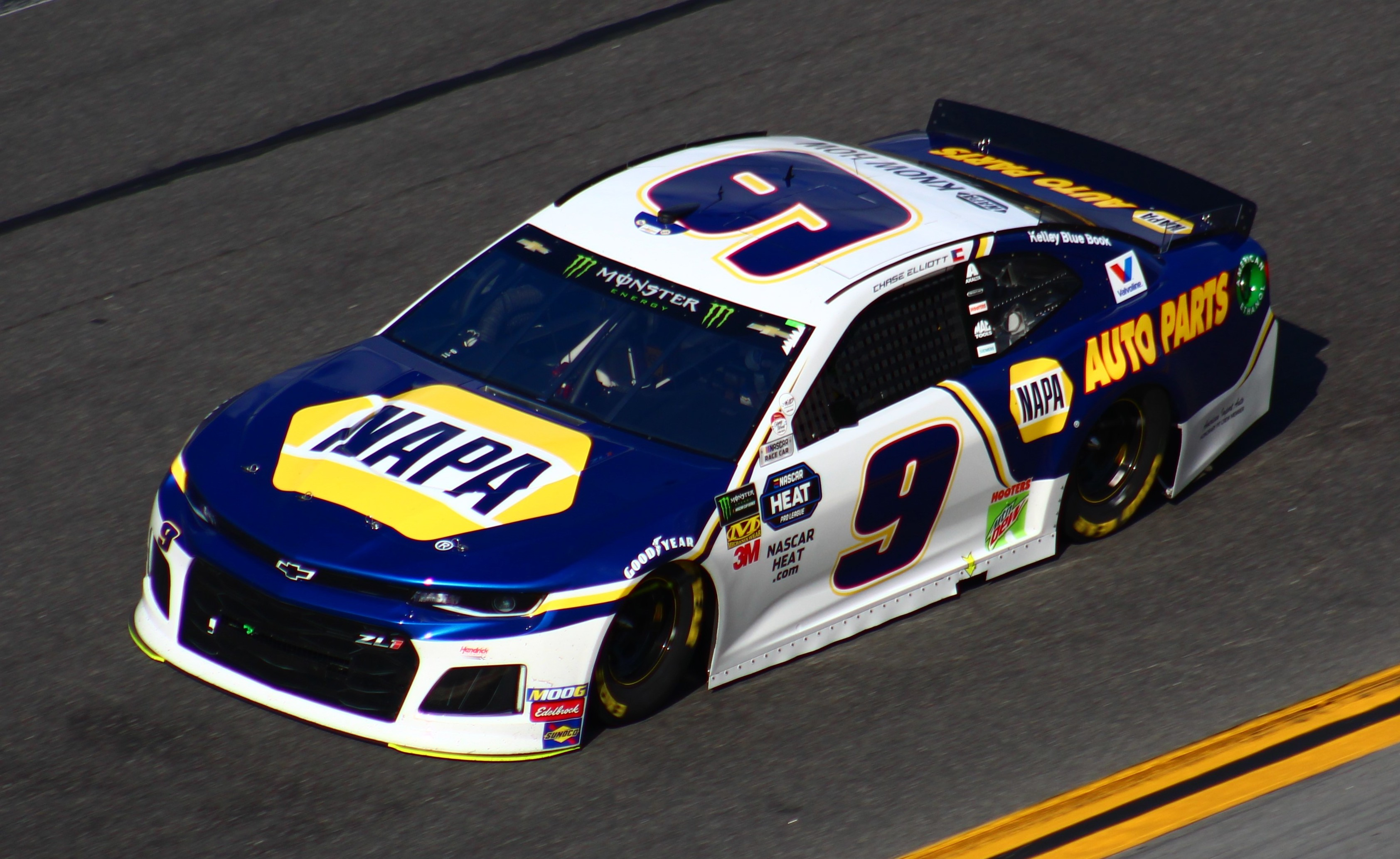
Elliott bei einem Rennen im Jahr 2019

2019 gewann Elliott erneut drei Rennen, wie im Vorjahr auch das in Watkins Glen. Dennoch fehlte es ihm in diesem Jahr an Konstanz und er wurde nur Zehnter, konnte sich jedoch gegen seine Hendricks-Teamkollegen William Byron, Alex Bowman und Jimmie Johnson jedoch trotzdem erneut durchsetzen; und wurde unter den Chevrolet-Piloten nur von Kyle Larson geschlagen.

#### 2020
2020 lag Elliott nach neun Saisonrennen an dritter Stelle hinter Kevin Harvick und Joey Logano. Seinen ersten Saisonsieg holte er auf dem Charlotte Motor Speedway. Er errang mit dem All-Star Race in Bristol und dem Rennen auf dem Road Course des Daytona International Speedway zwei weitere Siege in der Regular Season.
Das Rennen auf dem Charlotte Motor Speedway Road Course gewann er ebenfalls und konnte sich damit seinen Einzug in die Round of 8 sichern. Dort gewann er das Rennen auf dem Martinsville Speedway und stieg damit in die Championship 4 auf.
Zwar sollte Elliott im Finale auf dem Phoenix Raceway in der ersten Reihe starten, jedoch fiel sein Fahrzeug zweimal durch die Inspektion. Als Strafe musste Elliott vom letzten Platz starten, konnte sich aber innerhalb der ersten Stage auf den dritten Platz kämpfen. Nach insgesamt 153 Führungsrunden gewann Chase Elliott das Rennen und damit seinen ersten NASCAR Cup Series Meisterschaftstitel als drittjüngster Fahrer in der NASCAR-Geschichte. Damit ist Elliott nach Richard Petty und Dale Jarrett der insgesamte dritte Sohn eines früheren Cup Series-Champions, der ebenfalls Champion wurde.